# یوخاری سید احمدلی
یوخاری سید احمدلی (ترکی آذربایجانی: Yuxarı Seyidəhmədli) یک منطقهٔ مسکونی در جمهوری آرتساخ است که در استان هادروت واقع شده‌است.